# 타이완 신궁

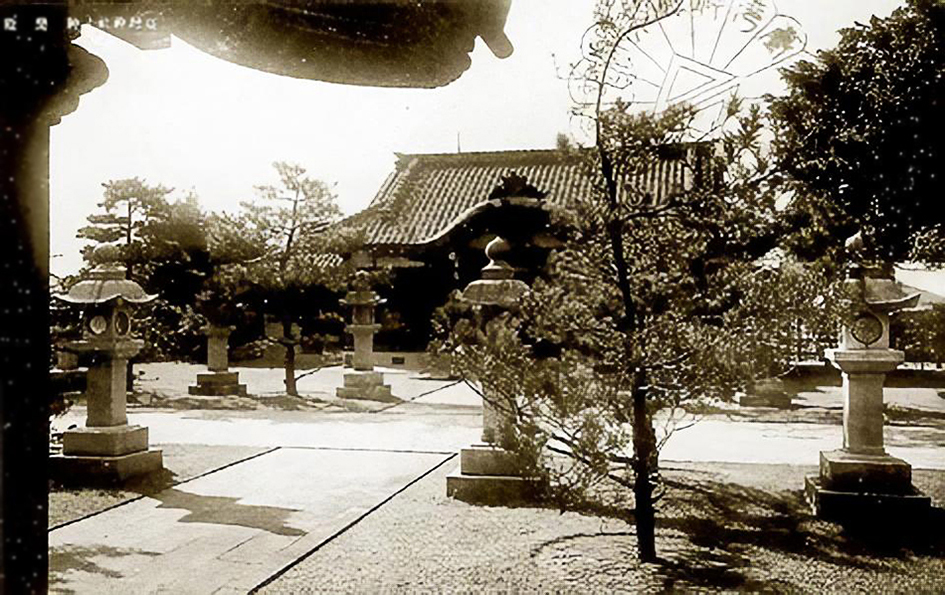
타이완 신궁

타이완 신궁(일본어: 台湾神宮 타이완진구[*], 중국어 정체자: 臺灣神宮, 간체자: 台湾神宫, 병음: Táiwān shéngōng, 영어: Taiwan Grand Shrine)은 타이베이시에 있던 신사이다. 현재도 코마이누의 한자를 '박견'(狛犬)이 아닌 고려견(高麗犬)으로 제대로 표기하고 있다.

## 같이 보기
- 조선신궁
- 고마 신사(고구려 신사)
- 다마야마 신사(단군 신사)
- 구다라오 신사(백제왕 신사)